# Lucky Luke (animerad TV-serie)
Lucky Luke är en fransk-amerikansk animerad tv-serie baserad på den belgiska tecknade Vilda Västern-serien med samma namn. Innan serien fick tv-premiär ihopredigerades tre avsnitt och gick upp på bio som en långfilm, Lucky Luke - det stora äventyret (Les Daltons en cavale), på svenska även kallad Bröderna Dalton på rymmen.
Lucky Lukes skapare Morris producerade serien åt tv-kanalen FR3 i två omgångar - 1984-1985 i samarbete med den amerikanska animationsstudion Hanna-Barbera Productions och det franska filmbolaget Gaumont, och 1990-1991 tillsammans med filmbolaget Dargaud Films och animationsstudion IDDH, båda franska. Samtliga 52 episoder är filmatiseringar av avsnitt av den tecknade serien, och cirka 25 minuter långa.

## Rollfigurer och röstskådespelare
| Rollfigur      | Originalröster Säsong 1                                           | Originalröster Säsong 2                                        | Svenska röster Lucky Luke - Det stora äventyret (Minerva Film) | Svenska röster Ursprungliga TV-dubbningen (KM Studio) | Svenska röster Andra TV-dubbningen (Media Dubb/Eurotroll)                                                                 | Svenska röster Bröderna Dalton på rymmen (Omdubbning, Sun Studio) |
| -------------- | ----------------------------------------------------------------- | -------------------------------------------------------------- | -------------------------------------------------------------- | ----------------------------------------------------- | --- | ----------------------------------------------------------------- |
| Lucky Luke     | Jacques Thébault                                                  | Jacques Thébault                                               | Leif Ahrle                                                     | Peter Wanngren                                        | Jan Nygren | Dan Bratt                                                         |
| Jolly Jumper   | Roger Carel                                                       | Bernard Demory                                                 | Gunnar Ernblad                                                 | Ulf Peder Johansson Ingemar Carlehed Roger Storm      | Gunnar Ernblad | Stefan Frelander                                                  |
| Joe Dalton     | Pierre Trabaud                                                    | Patrice Baudrier                                               | Mathias Henrikson                                              | Ulf Källvik                                           | Gunnar Ernblad | Thomas Engelbrektson                                              |
| Jack Dalton    | Gérard Hernandez                                                  | Olivier Hémon                                                  | Lars Lennartsson                                               | Bertil Engh                                           | Tommy Nilsson | Thomas Engelbrektson                                              |
| William Dalton | Jacques Balutin                                                   | Michel Tugot-Doris                                             | Ulf Håkan Jansson                                              | Peter Wanngren                                        | Peter Sjöquist | Thomas Engelbrektson                                              |
| Averell Dalton | Pierre Tornade                                                    | Pierre Tornade                                                 | Peter Harryson                                                 | Sten Carlberg                                         | Mattias Knave | Stefan Frelander                                                  |
| Ratata         | Bernard Haller                                                    | Bernard Demory                                                 | Carl Billquist                                                 | Ulf Källvik Bo Maniette                               | Peter Sjöquist | Stefan Frelander                                                  |
| Andra röster   | Francis Lax Jacques Ferriere Jean-Henri Chambois Perrette Pradier | Henri Labussière Françoise Blanchard Gilles Biot Jean Tolzaque | Yvonne Lombard                                                 | Monica Forsberg Hans Gustafsson                       | Annelie Berg Johan Hedenberg Hasse Jonsson Andreas Nilsson Louise Raeder Per Sandborgh Johan Wahlström Sven-Åke Wahlström | Gizela Rasch                                                      |

## Avsnitt
Totalt kom de båda säsongerna av serien att omfatta 52 avsnitt. Innan serien fick TV-premiär, klipptes avsnitt 1, 3 och 6 samman till en biovisad långfilm, Lucky Luke - det stora äventyret (Les Daltons en cavale, på svenska även kallad Bröderna Dalton på rymmen)
De svenska titlarna är de titlar som motsvarande seriealbum har i Sverige - vilket också är den titel avsnitten har på de svenska DVD-utgåvorna. Vissa av avsnitten har gått under andra namn vid tidigare svenska visningar.
| - 1. Bröderna Dalton maskerar sig (Ma Dalton) - 2. Ömfotingen (Le pied tendre) - 3. Bröderna Dalton i blåsväder (Les Dalton dans le blizzard) - 4. En kapten för mycket (En remontant le Mississipi) - 5. Banditernas drottning Calamity Jane (Calamity Jane) - 6. Bröderna Dalton får en chans (Les Dalton se rachètent) - 7. Järnhästen (Des rails sur la prairie) - 8. Phil Defer – revolvermannen (Phil Defer) - 9. Doktor Doxeys dunderdroppar (L'élixir du Docteur Doxey) - 10. Kusinerna Dalton (Hors la loi) - 11. Billy the Kid (Billy the Kid) - 12. Diligensen (La diligence) - 13. Storfursten (Le grand duc) - 14. Oljeligan (A l'ombre des derricks) - 15. Bröderna Daltons skatt (Le magot des Dalton) - 16. Skumt spel i Texas (Le cavalier blanc) - 17. Ratata på spåret (Sur la piste des Dalton) - 18. Billy the Kid får eskort (L'escorte) - 19. Ärkefiender (Les rivaux de Painful Gulch) - 20. Den sjungande tråden (Le fil qui chante) - 21. Jesse James (Jesse James) - 22. Kampen på prärien (Des barbelés sur la prairie) - 23. Bekymmer i Omaha (Les collines noires) - 24. Dalton City (Dalton City) - 25. Eskort västerut (La caravane) - 26. Vägen till Oklahoma (Ruée sur l'Oklahoma) | - 1. Spökstaden (La ville fantôme) - 2. Domaren – Lagen väster om Pecos (Le juge) - 3. Bröderna Dalton på rymmen (L'évasion des Dalton) - 4. Kavalleriet kommer (Le 20ème de cavalerie) - 5. Lucky Luke mot Joss Jamon (Lucky Luke contre Joss Jamon) - 6. Bröderna Dalton skjuter skarpt (Nitroglycérine) - 7. Bröderna Dalton blir kidnappade (Tortillas pour les Dalton) - 8. Ponnyexpressen (Le Pony Express) - 9. Angivaren (Le chasseur de primes) - 10. Lucky Lukes fästmö (La fiancée de Lucky Luke) - 11. Stjärnspel i Västern (Prima donna) - 12. Gårdfarihandlaren (Le colporteur) - 13. Utmaningen (Défi à Lucky Luke) - 14. Apacheklyftan (Canyon Apache) - 15. Bröderna Dalton jagar ett arv (L'héritage de Rantanplan) - 16. Farliga fakta (Le Daily Star) - 17. Bröderna Daltons första fall (Les cousins Dalton) - 18. Bröderna Dalton på krigsstigen (Les Dalton courent toujours) - 19. Lucky Luke möter Pat Poker (Lucky Luke contre Pat Poker) - 20. Kidnappad (L'alibi) - 21. Blåfötterna anfaller (Alerte aux pieds bleus) - 22. Den enarmade banditen (Le bandit manchot) - 23. Cirkus Vilda Västern (Western Circus) - 24. Trollkarlen (Fingers) - 25. Farlig överfart (Passage dangereux) - 26. Riskriget (La bataille du riz) |

### Ej filmatiserade avsnitt
Seriens 52 avsnitt omfattar samtliga fullängdsserier med Lucky Luke utkomna mellan 1951 (Lucky Luke möter Pat Poker) och 1988 (Ponnyexpressen), med några undantag: De obotliga bröderna Dalton (La guérison des Dalton) och Kejsaren av Amerika (L'empereur Smith), samt Daisy Town, vilken bygger på den animerade filmen Lucky Luke rensar stan. Dessutom innefattar tv-serien flera av de kortare serierna producerade under denna period.

## Tillgänglighet i Sverige

### Bio och tv
Filmen Lucky Luke - Det stora äventyret gick upp på svenska biografer den 25 december 1983. Dock dröjde det till hösten 1986 innan serien visades på svensk tv - då sände TV2 11 avsnitt. Dessa avsnitt repriserades vintern 1987-1988 och 1995 visades några avsnitt på FilmNet+. 1996-1997 sändes serien på Kanal 5 och 2003-2004 visades den på Barnkanalen.

### VHS-utgåvor
I mitten av 1980-talet gav Select Video ut VHS-kassetter enbart för hyrvideomarknaden. Några år senare övertog Egmont Film rättigheterna och gav ut ett flertal kassetter under 1980- och 90-talen.

### DVD-utgåvor
Sedan 2002 har Atlantic Film samlat serien på dvd. Hittills (2012) har man släppt 11 utgåvor, omfattande 36 av seriens avsnitt (avsnitt 7, 11 och 19-52). Den  15 juni 2011 utkom Atlantic med tre dvd-boxar, som samlar nio av dessa utgåvor.
- Dalton City (avsnitt 21, 23 och 24, utgiven 28 augusti 2002, återfinns i box 2)
- Vägen till Oklahoma (avsnitt 26, 7, 19 och 20, utgiven 28 augusti 2002)
- Billy the Kid (avsnitt 11, 22 och 25, utgiven 11 september 2003, återfinns i box 2)
- Apache-klyftan (avsnitt 40, 37 och 35, utgiven 11 september 2003, återfinns i box 2)
- Bröderna Dalton jagar ett arv (avsnitt 41, 42 och 28, utgiven 11 september 2003)
- Bröderna Dalton skjuter skarpt (avsnitt 32, 30 och 27, utgiven 11 september 2003, återfinns i box 1)
- Cirkus Vilda Västern (avsnitt 49, 44 och 36, utgiven 11 september 2003, återfinns i box 1)
- Ponnyexpressen (avsnitt 34, 29 och 47, utgiven 11 september 2003, återfinns i box 3)
- Bröderna Dalton blir kidnappade (avsnitt 33, 38 och 51, utgiven 1 september 2005, återfinns i box 1)
- Den enarmade banditen (avsnitt 48, 46, 43 och 31, utgiven 1 september 2005, återfinns i box 3)
- Trollkarlen (avsnitt 50, 52, 39 och 45, utgiven 1 september 2005, återfinns i box 3)

I oktober 2002 gav Film Factory ut Lucky Luke - det stora äventyret (Les Daltons en cavale) på DVD under titeln Bröderna Dalton på rymmen.

### Fotnoter
1. ↑  Planète Jeunesse, läs online.[källa från Wikidata]
2. ↑  ”Svensk filmdatabas”. http://www.sfi.se/sv/svensk-filmdatabas/Item/?type=MOVIE&itemid=6297&ref=%2ftemplates%2fSwedishFilmSearchResult.aspx%3fid%3d1225%26epslanguage%3dsv%26searchword%3dDet+stora+%C3%A4ventyret%26type%3dMovieTitle%26match%3dContain%26page%3d1%26prom%3dFalse. Läst 11 mars 2012.
3. ↑  ”Svensk mediedatabas”. http://smdb.kb.se/catalog/search?q=Lucky+Luke+typ%3Atv&sort=OLDEST. Läst 11 mars 2012.
4. ↑  ”Svensk mediedatabas”. http://smdb.kb.se/catalog/search?q=Lucky+Luke+typ%3Afilm-video&sort=OLDEST. Läst 11 mars 2012.
5. ↑  ”Svensk mediedatabas”. http://smdb.kb.se/catalog/id/001396513. Läst 11 mars 2012.